# Tyler Kepkay
Tyler Alexander Kepkay (Vancouver, 19 giugno 1987) è un ex cestista canadese, professionista in Germania.

## Carriera
Con il Canada ha disputato i Campionati americani del 2009.